# 伊田テクノス
伊田テクノス株式会社（いだテクノス）は、埼玉県東松山市に本社を置く中堅総合建設会社（ゼネコン）である。

## 事業所
- 本社 - 埼玉県東松山市松本町2-1-1[1]
- 支店 - さいたま市[1]
- 営業所 - 神川町、吉見町、鴻巣市、伊奈町、富士見市、茨城県つくば市[1]
- 基礎技術本部 - 伊奈町、千葉県鎌ケ谷市、神奈川県横浜市、静岡県静岡市、浜松市、愛知県名古屋市[1]
- その他 - 機材センター（吉見町）[1]

## 沿革
- 1910年（明治43年） - 創業[1]。
- 1946年（昭和21年）3月25日[1] - 埼玉県比企郡松山町（現在の埼玉県東松山市）に、株式会社伊田組を設立。
- 1954年（昭和29年） - 東和産業株式会社を設立。
- 1961年（昭和36年） - 埼玉県児玉郡神川町に神流川工場を新設。
- 1966年（昭和41年） - 埼玉県大宮市（現・さいたま市）に大宮営業所を開設。
- 1970年（昭和45年） - 埼玉県児玉郡神川町に神川工場を新設。
- 1973年（昭和48年） - ヤマキ建材株式会社を買収（1975年（昭和50年）1月、報徳石産株式会社（現・連結子会社）に社名変更）。
- 1979年（昭和54年） - 埼玉県比企郡吉見町に機材センターを開設。
- 1982年（昭和57年） - 大宮営業所を大宮支店に昇格。
- 1987年（昭和62年） - 伊田グループCISを導入。
- 1994年（平成6年） - 伊田テクノス株式会社に社名変更。
- 1996年（平成8年） - 埼玉県蓮田市に基礎技術室を開設。
- 1999年（平成11年） - 基礎技術室を埼玉県北足立郡伊奈町に移転。
- 2000年（平成12年）
  - 基礎技術部 千葉・神奈川 各営業所開設。
  - 株式を店頭公開（現在のジャスダック）。
  - 本社ビル彩の国さいたま景観賞受賞
  - ISO9001認証取得。
- 2001年（平成13年）
  - サンテクノス株式会社設立（100%子会社）。
  - 大宮支店をさいたま支店に変更。
- 2002年（平成14年） - ISO14001認証取得。
- 2003年（平成15年）
  - 神川工場を簡易分割し、報徳石産株式会社を設立（100%子会社）。
  - 報徳石産株式会社を栃木報徳石産株式会社に社名変更する。
  - 有限会社伊田ホールディングス設立（100%子会社）。
  - テクノスエステート株式会社設立（100%子会社）。
  - 小口径鋼管杭工法「ISGパイル工法」の建築技術性能証明取得。
  - 基礎技術部　静岡営業所開設。
- 2004年（平成16年）
  - 株式会社ケイアイワイ設立（60%持分）。
  - 株式会社ケイアイワイを通じてマツヤハウジング株式会社を買収。
  - 有限会社伊田ホールディングスを有限会社報徳会に社名変更。
- 2005年（平成17年）
  - 株式会社ケイアイワイとマツヤハウジング株式会社合併。
  - 守山建設株式会社を買収（100%子会社）。
  - 基礎技術部　東京・茨木・愛知 各営業所開設。
- 2006年（平成18年）
  - 栃木報徳石産株式会社を東和産業に売却。
  - 有限会社報徳会を株式会社報徳会に社名変更。
  - 基礎技術部 静岡西営業所開設。
  - 基礎技術部 基礎技術本部へ組織変更。
- 2008年（平成20年） - マネジメント・バイアウト（MBO）により、上場廃止。

## 関連会社
- 東和アークス

## その他
- 2001年（平成13年）から2006年（平成18年）まで東武バス川越営業所管内、及び川越観光自動車森林公園営業所管内の路線バスにおいて伊田テクノスのラッピングバスが運行された。
- 地域の青少年育成の一環として1948年（昭和23年）に剣道場「松山尚武館」を開設し、現在も剣道場「青少年研修道場・明徳館」において小学校の1年生から6年生までの男女に剣道を指導している。
- 伊田テクノス剣道部は、青少年の育成に当たると伴に自己鍛錬に努め、実業団の大会で活躍している。1997年（平成9年）には、第39回関東実業団剣道大会で優勝、第40回全日本実業団剣道大会で準優勝し、1998年（平成10年）にも第40回関東実業団剣道大会で準優勝している。2007年（平成19年）には第49回関東実業団剣道大会で二度目の優勝を果たしている。翌2008年（平成20年）第50回関東実業団剣道大会では第三位に入賞した。2010年（平成22年）の第52回関東実業団剣道大会で3年ぶり3度目の優勝を遂げている。